# Lijst van ministers van Cultuur van de Duitstalige Gemeenschap
Dit is een lijst van ministers van Cultuur in de regering van de Duitstalige Gemeenschap.

## Lijst
| Nr. | Minister                      | Partij | Partij | Begin            | Einde            | Regering(en)                   | Bevoegdheid            |
| --- | ----------------------------- | ------ | ------ | ---------------- | ---------------- | ------------------------------ | ---------------------- |
| 1   | Bruno Fagnoul (1936-2023)     |        | PFF    | 30 januari 1984  | 13 november 1990 | Fagnoul, Maraite I             | Culturele Activiteiten |
| 2   | Bernd Gentges (1943)          |        | PFF    | 13 november 1990 | 13 juni 1995     | Maraite II                     | Cultuur                |
| 3   | Wilfried Schröder (1942-2020) |        | CSP    | 13 juni 1995     | 6 juli 1999      | Maraite III                    | Cultuur                |
| (2) | Bernd Gentges (1943)          |        | PFF    | 6 juli 1999      | 6 juli 2004      | Lambertz I                     | Cultuur                |
| 4   | Isabelle Weykmans (1979)      |        | PFF    | 6 juli 2004      | 1 juli 2024      | Lambertz II, III, Paasch I, II | Cultuur                |
| 5   | Gregor Freches (1962)         |        | PFF    | 1 juli 2024      | heden            | Paasch III                     | Cultuur                |